# La Paz Centro
La Paz Centro é um município da Nicarágua, situado no departamento de León. Tem 692 km² de área e sua população em 2020 foi estimada em 31.842 habitantes.